# Бёрман, Роберт
Роберт Боб Бурман (англ. Bob Burman; 23 апреля 1884, Лапир — 8 апреля 1916, Корона) — американский автогонщик, участник гонок «1911 Indianapolis 500» 1911 года.

## Биография
Роберт родился 23 апреля 1884 в Имлей Сити, штат Мичиган. В 1909 году на автомобиле бьюик стал победителем автопробега «Prest-O-Lite Trophy Race». 30 мая 1911 года принимал участие в гонках «1911 Indianapolis 500». В заездах по пляжному треку Дейтона-Бич в гонках «1911 Indianapolis 500» на своем Blitzen Benz с 200-сильным мотором на дистанции 1 миля с хода установил новый мировой рекорд скорости — 228,1 км/ч. Рекорд продержался до 1924 года.
8 апреля 1916 году трагически погиб перевернувшись на своей машине Peugeot в дорожной гонке по городу Корона. В этой аварии также погибло три зрителя и пять получили серьёзные ранения. Смерть Боба сподвигла его друзей Барни Олдфилда и Гарри Миллера объединить свои усилия, чтобы построить гоночный автомобиль с каркасом безопасности в отсеке водителя, который полностью бы закрыл водителя. Автомобиль в дальнейшем получил название Golden Submarine.

## Indy 500 results
| Год    | Машина | Стартовал | Баллы  | Место  | Финишировал | Количество кругов | Led | Retired  |
| ------ | ------ | --------- | ------ | ------ | ----------- | ----------------- | --- | -------- |
| 1911   | 45     | 39        | —      | —      | 19          | 126               | 0   | Flagged  |
| 1912   | 15     | 12        | 84.110 | 7      | 12          | 157               | 0   | Crash T2 |
| 1913   | 4      | 21        | 84.170 | 7      | 11          | 188               | 41  | Flagged  |
| 1914   | 17     | 22        | 90.410 | 12     | 24          | 47                | 0   | Rod      |
| 1915   | 8      | 7         | 92.400 | 7      | 6           | 200               | 0   | Running  |
| Totals | Totals | Totals    | Totals | Totals | Totals      | 718               | 41  |          |

| Стартов | 5 |
| Побед   | 0 |
| Топ 5   | 0 |
| Топ 10  | 1 |